# Jabo Starks
John H. Starks, conhecido como Jabo Starks (Jackson, 26 de outubro de 1938 – Mobile, 1 de maio de 2018), foi um baterista norte-americano de funk, soul e blues. Ele é melhor conhecido por fazer parte da banda de James Brown. Starks tocou em muitos dos maiores sucessos de Brown, tanto como baterista solo como em parceria com Clyde Stubblefield, incluindo "The Payback", "Sex Machine", "Super Bad" e "Talkin' Loud and Sayin' Nothing". Participou de diversas outras gravações de artistas produzidos ou empresariados por Brown, mais notadamente Lyn Collins, The J.B.'s e Bobby Byrd. Junto com seu amigo Stubblefield, Starks está entre os mais sampleados bateristas em gravações de hip hop e dance music.
Em sua longa carreira, Starks tocou com as maiores figuras do blues, incluindo Bobby Blue Bland e B.B. King. Fez parte de alguns dos discos de maior sucesso de Bland, entre eles "I Pity the Fool" (1961), "Turn On Your Love Light" e "Stormy Monday Blues". Continuou trabalhando com Stubblefield, com quem lançou uma vídeo aula sobre bateria e um CD como "The Funkmasters". Sofria de leucemia e Síndrome mielodisplásica quando faleceu aos 79 anos de idade.